# 総理府令
総理府令（そうりふれい）とは、中央省庁再編前において、内閣総理大臣が平成11年法律第90号による改正前の国家行政組織法第12条第1項に基づいて発した総理府の命令。概ね、現在の内閣府令に相当する。
総理府令は、省令（およびかつての法務府令）と同様に、内閣総理大臣により、主任の行政事務について、法律もしくは政令を施行するため、または法律もしくは政令の特別の委任に基づいて、総理府の命令として制定された。
総理府令には、（省令（およびかつての法務府令）と同様に、）法律の委任がなければ、罰則を設け、または義務を課し、もしくは国民の権利を制限する規定を設けることができない（平成11年法律第90号による改正前の国家行政組織法第12条第3項）。
省令（およびかつての法務府令）とは、名称および制定権者が異なるのみで、根拠法も法的な性質も同じである。